# 이속 (동물)
이속(Pediculus)은 이목에 속하는 곤충 속의 하나이다. 이과(Pediculidae, 표준어: 잇과)의 유일속이다. 현존하는 2종만을 포함하고 있다.

## 특징
사람에만 기생하는 이(Pediculus humanus)에는 머릿니(Pediculus humanus capitis)와 옷니(Pediculus humanus humanus)가 있는데, 머릿니는 숙주의 머리카락에 산다. 이들은 끈적끈적한 물질을 분비하여 머리카락을 알에 부착시킨다. 옷니는 숙주의 옷에 알을 낳는데, 병을 옮기기도 하여 발진티푸스 같은 병이 전염되는 원인이 되기도 한다.

## 하위 분류
- 이 (Pediculus humanus) Linnaeus, 1758
  - 머릿니 (Pediculus humanus capitis)
  - 몸니 (Pediculus humanus corporis)
- 침팬지이 (Pediculus schaeffi) Fahrenholz, 1910

## 갤러리

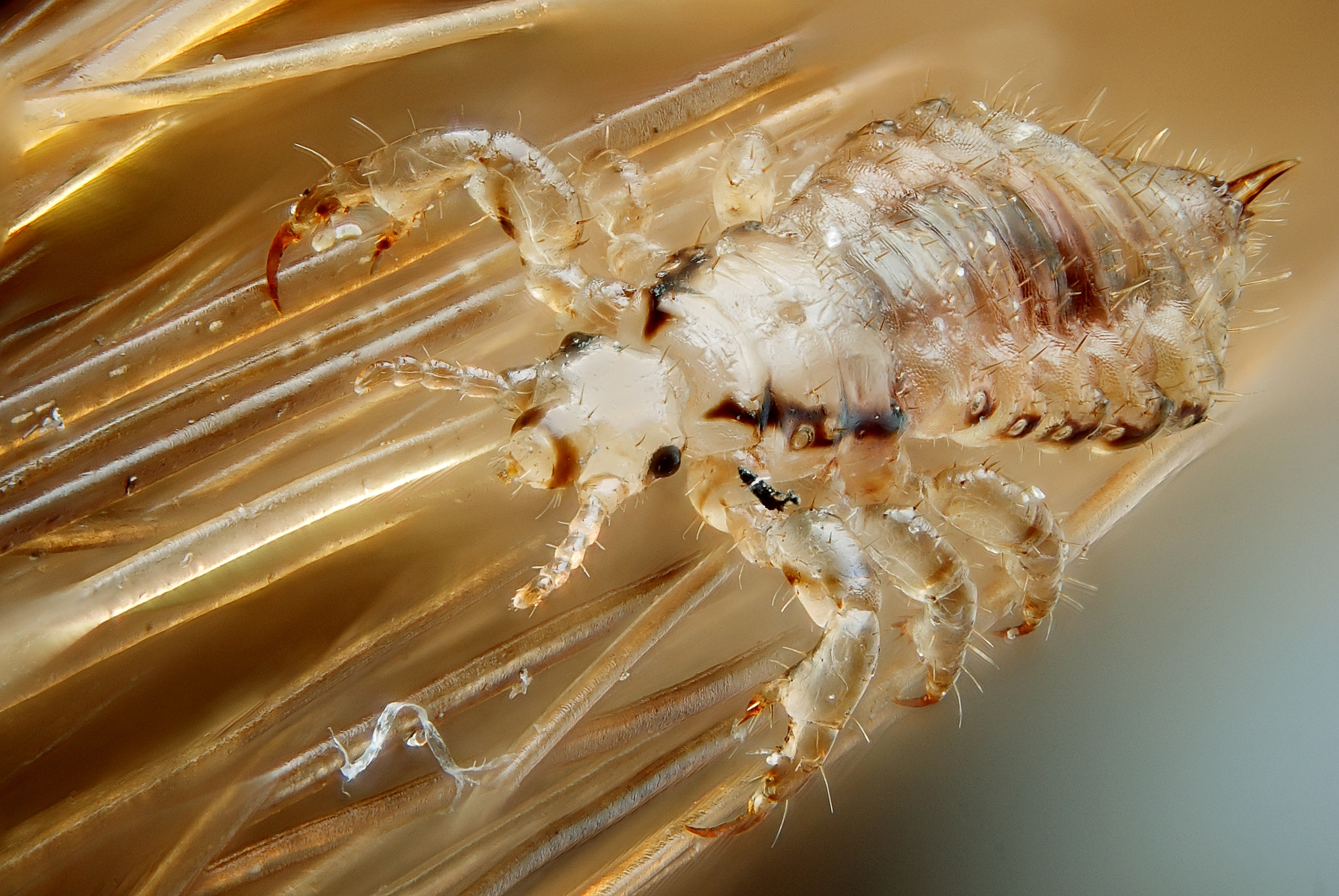
머릿니(P. humanus capitis)
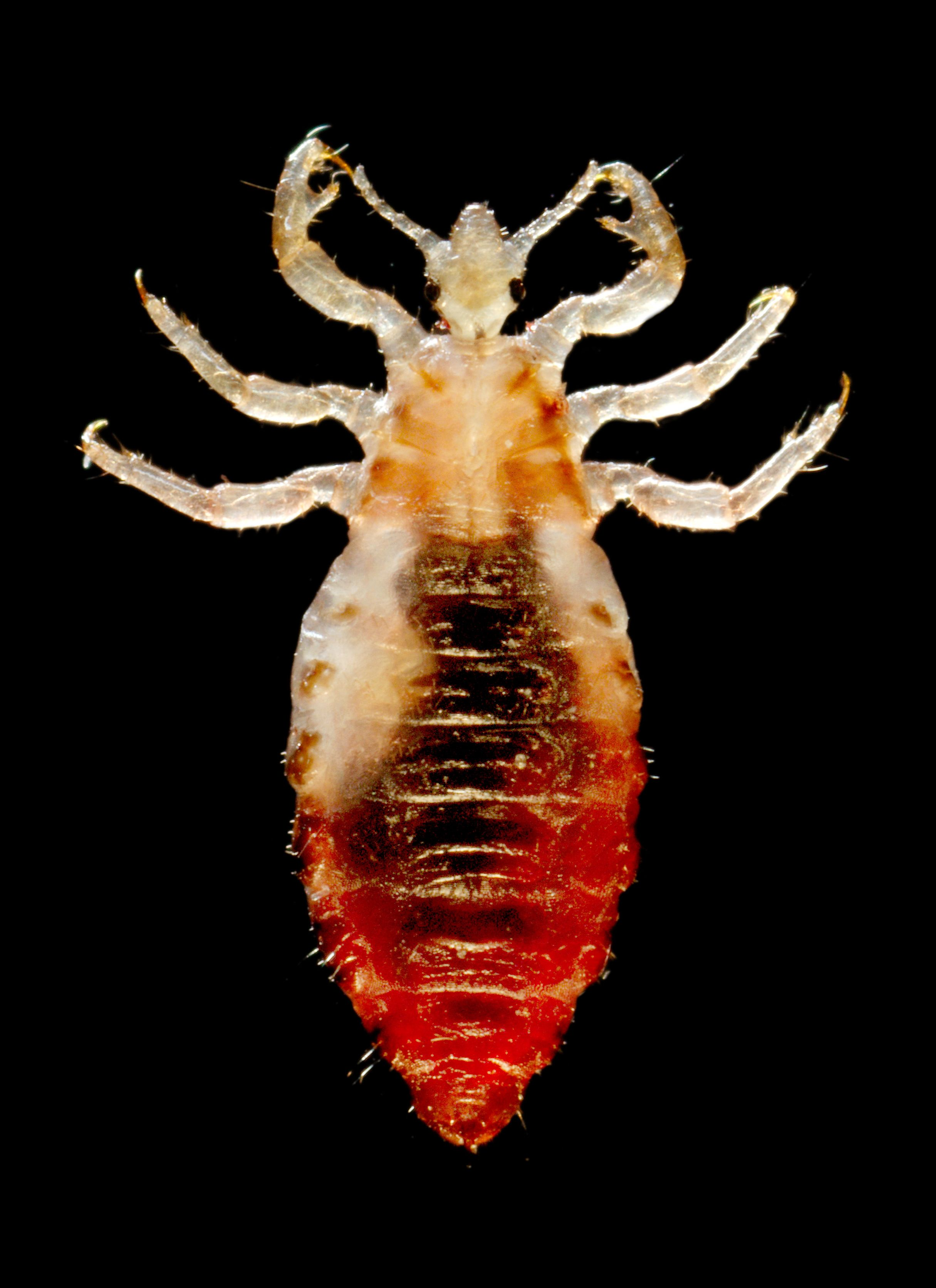
몸니(P. humanus corporis)